# ساوت یوبا (کالیفرنیا)
ساوت یوبا (به انگلیسی: South Yuba) یک منطقهٔ مسکونی در ایالات متحده آمریکا است که در شهرستان یوبا، کالیفرنیا واقع شده‌است. ساوت یوبا ۲۰ متر بالاتر از سطح دریا واقع شده‌است.